# 基蘭·史密斯
基蘭·史密斯（英語：Kieran Smith，2000年5月20日—）是一名出生於美國康乃狄克州的游泳運動員，曾經獲得2017年世界青少年游泳錦標賽男子200米個人混合泳銀牌。

## 外部連結
- 基蘭·史密斯的Instagram帳戶